# Jardineira

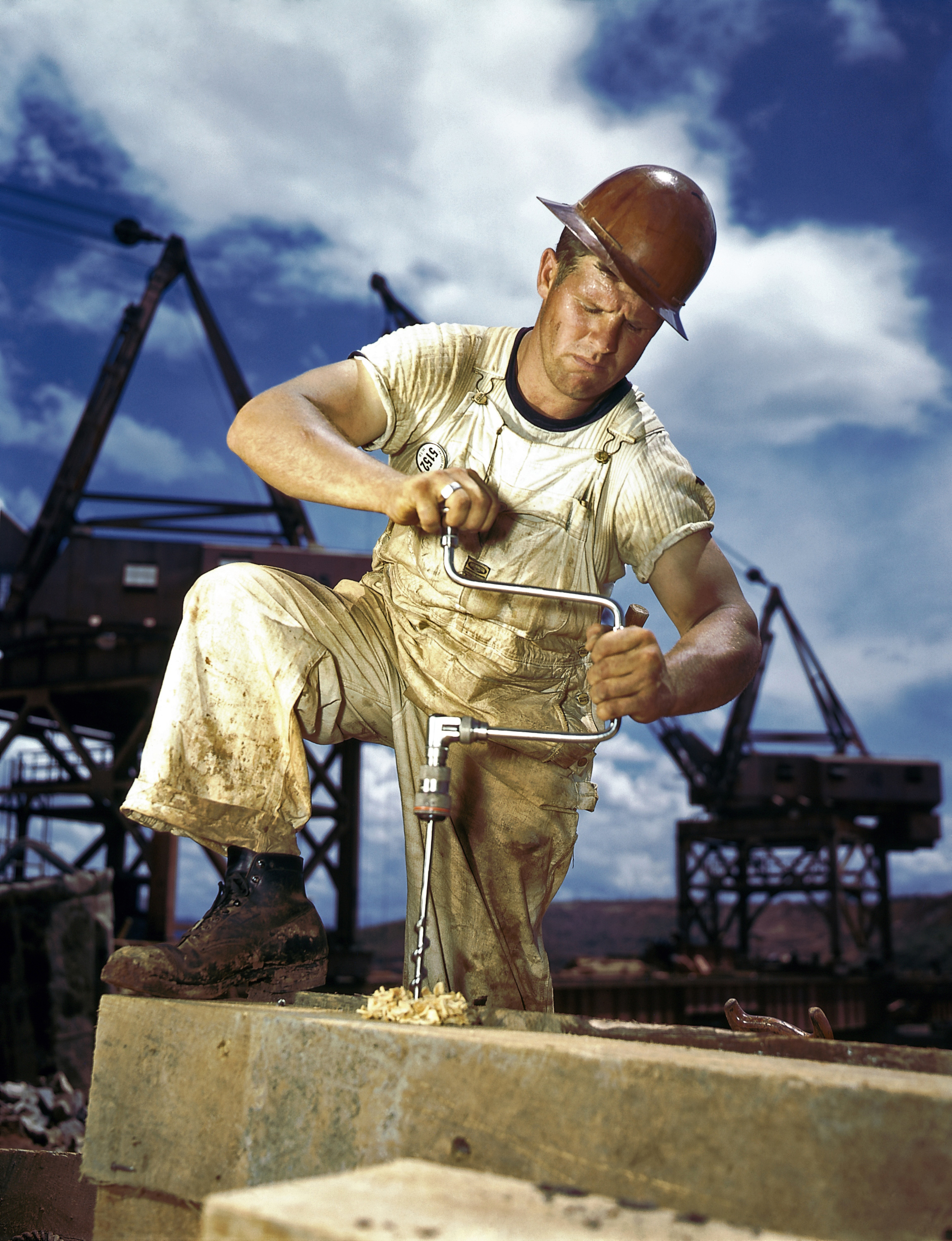
Construtor usando uma jardineira ou macacão.

Jardineira, jardineiras ou macacão  é um tipo de vestuário geralmente usado como roupas de proteção para o trabalho.
Os macacões eram originalmente feitos de denim, mas também podiam ser feitos de veludo ou tecido de algodão. Os macacões foram inventados na década de 1890 por Levi Strauss e  Jacob Davis na Levi Strauss & Co., mas passaram por uma evolução para alcançar sua forma moderna. Inicialmente usado apenas para roupas de proteção em ambientes de trabalho, se tornaram uma peça de alta moda como "itens cult".

## Galeria

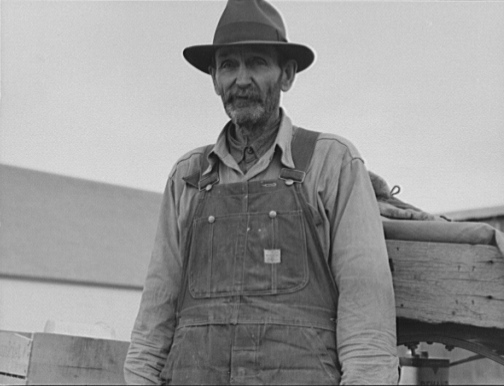
Agricultor norte-americano vestindo macacão, Bonners Ferry, Idaho 1939
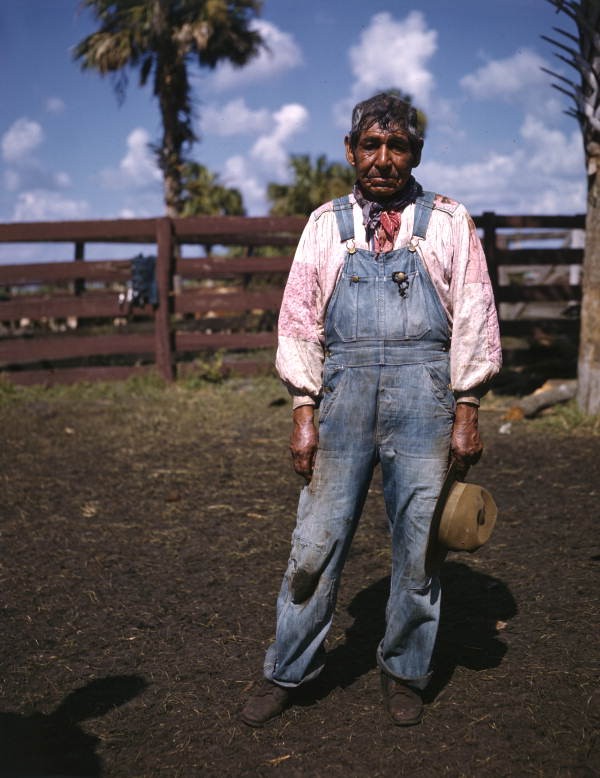
Mexicano criador de gado, 1950
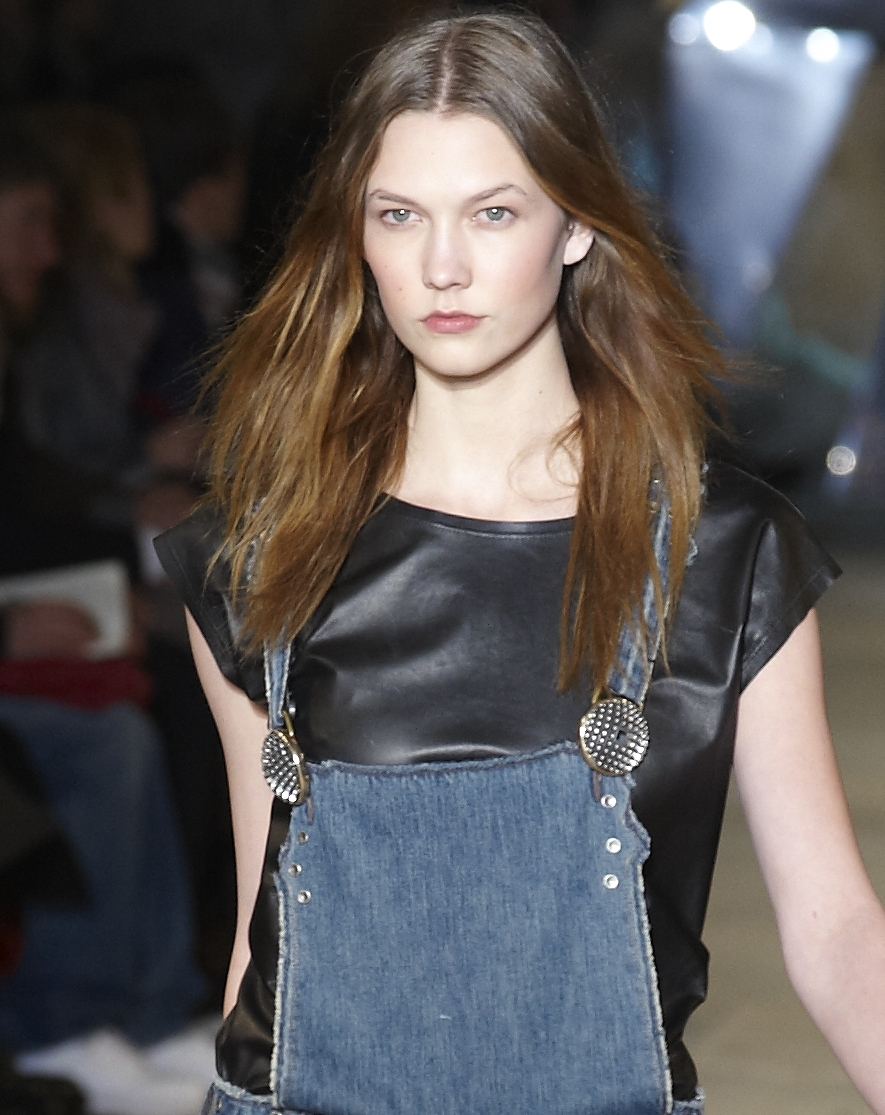
Modelo durante desfile da Diesel, 2010